# 笼州
笼州，唐朝时设置的州。
治所在武勤县（今广西壮族自治区扶绥县），辖境相当今扶绥、崇左等县地。下辖武勤县、武礼县（今越南高平省诺海）、罗龙县（今越南高平省弄龙）、扶南县（今广西凭祥市凭祥镇平而关）、武观县（今广西龙州县武德乡武德村）、武江县（今越南高平省高平市）、龙赖县（今广西龙州县龙州镇）七县。天宝元年（742年）改为扶南郡，乾元元年（758年）复为笼州。唐朝末年废。宋朝时，属邕州左江道所领羁縻州。
笼州刺史
屈突诠（武周时）